# ...dal vivo (Live in Milano)
...dal vivo (Live in Milano) è il terzo EP del rapper italiano Rkomi, pubblicato il 23 aprile 2020 dalle etichette Island Records e Universal Music.

## Descrizione
Le 6 tracce sono estratte dal concerto tenuto al Fabrique di Milano il 25 gennaio 2020.

## Tracce
1. Dove gli occhi non arrivano - Live – 2:57
2. Vuoi una mano? - Live – 2:38
3. Blu - Live (con Elisa) – 4:21
4. Boogie Nights - Live (con Ghali) – 3:03
5. Milano Bachata - Live (con Marracash) – 3:10
6. Visti dall'alto - Live – 3:20